# Wola Łaszczowa
Wola Łaszczowa – wieś w Polsce położona w województwie wielkopolskim, w powiecie konińskim, w gminie Kazimierz Biskupi, leży nad zachodnim brzegiem jeziora turkusowego.
W latach 1975–1998 miejscowość administracyjnie należała do województwa konińskiego.